# سويفت يبرش
سويفت يبرش هو لاعب كرة قدم أمريكية كندي، ولد في 8 مايو 1969 في واشنطن العاصمة في الولايات المتحدة.